# 裴優
裴优（？—150年），扶风郡人，东汉人物。
汉桓帝和平元年（150年）二月，裴優自称为皇帝。裴優利用宗教或者邪教反对汉朝，所以史书称他为妖贼，事发后，被汉朝廷逮捕诛杀。